# Сфаранда (Месина)
Сфаранда је насеље у Италији у округу Месина, региону Сицилија.
Према процени из 2011. у насељу је живело 1294 становника. Насеље се налази на надморској висини од 753 м.